# Милош Павловић (редитељ)
Милош Павловић Паја (Београд, 4. новембар 1960) српски је филмски и телевизијски редитељ, креативни директор, сценариста, копирајтер, извршни продуцент рекламних спотова у универзитетски професор. Павловић је декан Факултета драмских уметности у Београду. Био је председник Кендо савеза Србије.

## Уметничка и научно-истраживачка област
На Катедри за филмску и телевизијску режију Факултета драмских уметности у Београду, Милош Павловић је стекао звање професора. Он данас на истој Катедри предаје:
- Основе филмске режије 1, 2, 3, 4;
- Режију рекламе и
- Режију за дигитално окружење.[1]

На специјалистичким студијама подучава Оглашавање.
Од 1984. године је члан Удружења Филмских и ТВ уметничких сарадника. Такође је члан Асоцијације филмских редитеља Србије.
Завршио је и интезивни курс за развој мултимедија на MuViReX Educational Institute у Атини 1994. године.

## Уметнички рад
Као редитељ и сценариста, Милош Павловић ради за: ТВ Београд, Авала филм, Дунав филм, Центар филм итд. Режирао је ТВ филмове, драме, живе преносе, образовне, забавне и дечије програме, кратке и документарне филмове, музичке спотове.

##### Кратки филмови
- 1982. Переат, играни филм од 25 минута - научна фантастика;
- 1994. Волим Београд и..., музички филм - наменски о Београду.

##### Играни програми за ТВ
- 1982. Скривена камера, новогодишњи програм РТВ Београд;
- 1984. Подијум, Миленко Заблећански;
- 1997. Јадранка Јовановић Шоу, новогодишњи програм РТВ Београд;
- 1997. Ана Софреновић Шоу, новогодишњи програм РТВ Београд.

##### Документарни филмови
- 1982. Доме слатки доме, документарна редакција РТБ,
- 1983. Лице у лице, документарна редакција РТБ.

##### Образовне серије
- 1983.   У здравом телу здрав дух, серијал од десет епизода (30 мин).
- 1984.   Спортски мозаик, серијал од 12 епизода (40 мин)
- 1985.   Ђачки магазин, серијал од дванест епизода (45 мин)
- 1987.   Културе Истока, серијал од дванест епизода (30 мин)
- 2016.   Моје право, серијал од дванест епизода (20 мин)[3]

##### ТВ филм
- 1986.   Последња прича, играни филм (90 минута).

##### ТВ драма
- 1988.   Будућност је у јајима, Ежен Јонеско (40 минута).

##### Преноси уживо
- 1987.   Хронике ФЕСТ-а
- 1988.   Фестовизија, интерна ФЕСТ телевизија. (Експериментална ТВ емитована на РТБ).
- 1991.   Sweet movie, серија о филму
- 1991.   Продавница тајни, (Експериментална ТВ емитована на 3К).[1]

## Професионално искуство
- Од 1988. ради као редитељ, креативни директор, сценариста, копирајтер; вођа је креативног тима за рекламне агенције: Saatchi & Saatchi, Ogilvy & Mather, BBDI, DDB, S Team Bates итд.
- Исте године је започео рад у рекламној индустрији. Режира наменске филмове и рекламне спотове за разне производе, туристичке, трговинске, финансијске и социјалне установе, политичке партије и лидере.
- Као Креативни директор и редитељ спотова урадио је велики број политичких кампања.
- Извршни је продуцент рекламних спотова за грчко тржиште.[1]

## Награде и учешће на фестивалима
- 1983. Переат
  - Награда за дебитантски филм на Кратком метру у Београду
- 1987. Последња прича
  - ТВ филм године по избору ЈРТ-а
  - Представља ЈРТ на Међународном ТВ фестивалу у Монте Карлу (Monte Carlo International TV Festival) 1987.
- 1994. Волим Београд и...
  - Најбољи кратки играни филм на Кратком метру у Београду;
  - Кристална призма за кратки играни филм;
- 1995. Стар лисец
  - Најзапаженија реклама те године у Македонији
- 1999. Confucius, Future, Lullaby, Wishful thinking, Lesson - anti bombing campaign
  - Победник у категорији: SOCIAL AND CHARITY advertising, на 6th Advertising Festival of the New Europe, Порторож, Словенија.
  - 2007. Продукцијска кућа TopCut проглашена за најбољу у Грчкој за рекламу за VW на којој је извршни продуцент.[2]